# 渡江書十五音
《渡江書十五音》約為清朝康熙朝康熙字典（1716年）制定之後所編撰的閩南語韻書。音韻上初步判定以廈門音為主，再加之一些漳州市長泰縣長泰音為輔。作者不詳。本書主要是保留了200多年前廈門話的語音系統結構及一些常用詞匯。從此書可比較出現在、及200多年前的廈門話音韻系統的變遷沿革。

## 內容
全書體例：字祖30字(韻母文讀代表首字)、附音13字、十五音、四聲(七調)。書中舉例每個韻部有7個韻母，全部有43個韻部，共有301個韻母(7乘43)。
- 字祖30字：君堅今歸嘉、干公乖經官、姑嬌雞恭高、皆根姜甘瓜、江兼交迦魁、他朱鎗幾鳩。
- 附音13字：箋官拈灘插、病貓笡雅吾、音么扛。
- 十五音歌：柳邊求去治、波他曾入時、英門語出喜。
- 四聲(七調)：平上去入(上平，下平，上上，上去，下去，上入，下入)；君上平聲、滾上上聲、棍上去聲、骨上入聲、群下平聲、郡下去聲、滑下入聲。

## 參閲
- 三推成字法
- 八音定訣
- 古四声

## 外部連結
- 《渡江書》韻母的研究
- 《渡江書十五音》簡介 （页面存档备份，存于）